# Bahnhof La Cobertoria

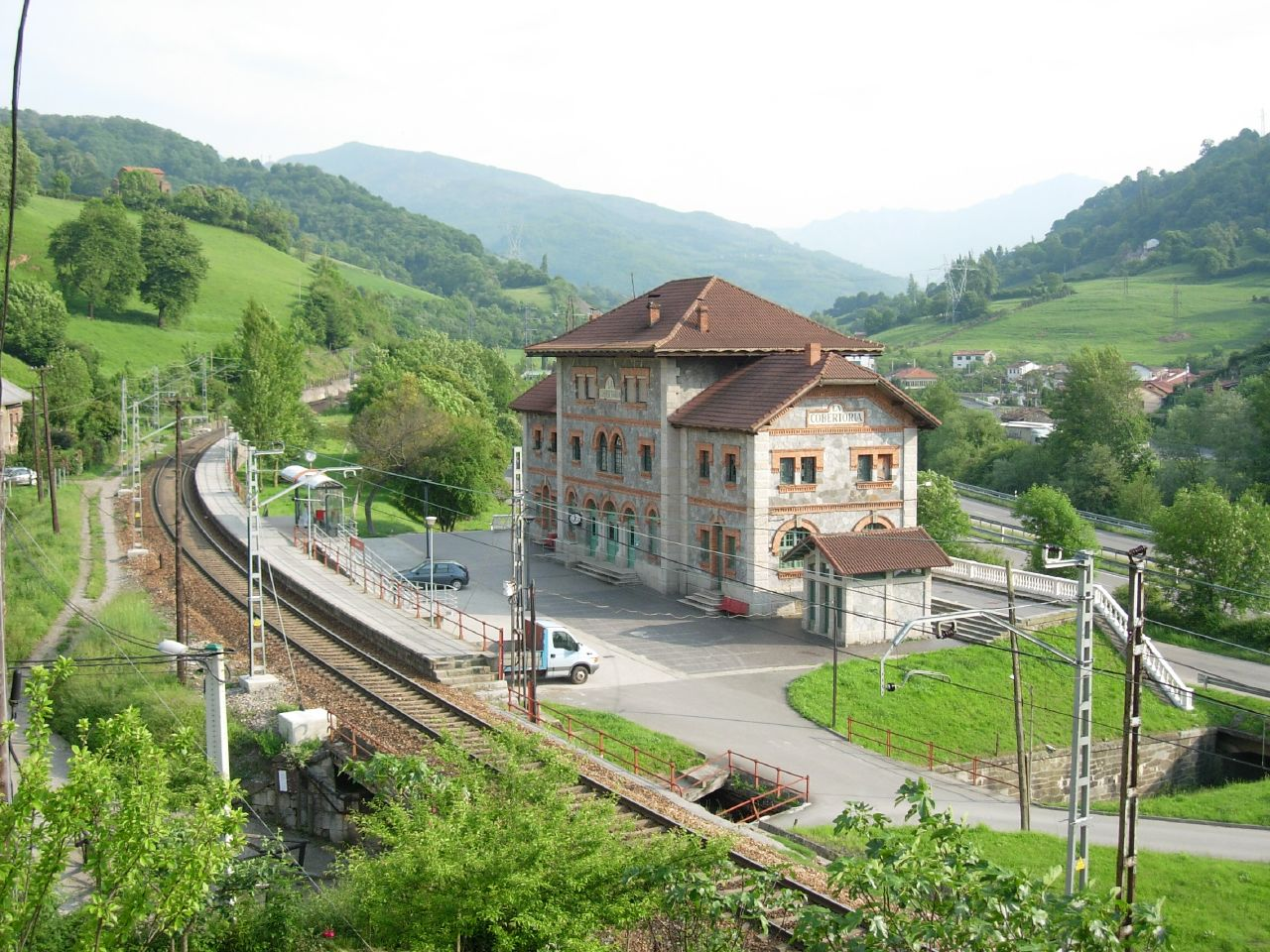
Estación de La Cobertoria (2005)

Der Bahnhof La Cobertoria ist ein historischer Bahnhof der Gemeinde Lena in der autonomen Region Asturien in Nordspanien.
Der Bahnhof befindet sich bei Kilometer 104,7 auf einer Anhöhe von 648 Metern an der iberischen Bergbahnstrecke zwischen Venta de Baños und Gijón.
Der Bahnhof wurde am  15. Mai 1881 eröffnet und war neben dem Personenverkehr auch die Verladestation der Bergbaueisenbahngesellschaft Grupo Cobertoria, die eine Schmalspurbahn mit 600 mm Spurweite von der Mine bis zum Verladegleis am Bahnhof betrieb.
Heute wird der Bahnhof vom Administrador de Infraestructuras Ferroviarias unter dem Código 15121 verwaltet. Die eingleisige, elektrifizierte Fernverkehrsstrecke gehört zur Línea C-1 (Cercanías Asturias). Die Schmalspurgleise der Minenbahn sind nicht mehr vorhanden. Betrieben wird der Bahnhof seit 1941 von RENFE und verbindet den Ort mit den Städten León, Oviedo und Gijón. Heute halten in La Cobertoria zwischen ein und drei Züge täglich.
2004 wurde das historische Gebäude, das im Stil der Vorromanik von der Compañía de los Ferrocarriles de Asturias Mitte der 1880er Jahre erbaut wurde, aufwendig renoviert und als Baudenkmal deklariert.